# Trận Bình Nhưỡng
Trận Bình Nhưỡng (tiếng Nhật: 平壌作戦, "Bình Nhưỡng tác chiến") là trận đánh lớn trên bộ thứ hai trong Chiến tranh Giáp Ngọ. Nó diễn ra vào ngày 15 tháng 9 1894 tại Bình Nhưỡng, Triều Tiên giữa quân đội Minh Trị Nhật Bản và nhà Thanh Trung Quốc. Nó đôi khi được các nguồn cũ của phương Tây gọi là "Trận Ping-yang".
Khoảng 13.000 đến 15.000 lính Trung Quốc thuộc quân Bắc Dương đã đến Bình Nhưỡng ngày 4 tháng 8 1894, và đã tu sửa lại những bức tường của thành phố cổ này, cảm thấy mình an toàn vì số lượng đông đảo và sức mạnh phòng thủ.

## Trận đánh
Một vạn quân (không được xác nhận) của Tập đoàn quân số 1 Lục quân Đế quốc Nhật Bản, dưới quyền chỉ huy chung của Nguyên soái Yamagata Aritomo bao gồm Sư đoàn địa phương số 5 (Hiroshima) của Trung tướng Katsura Taro. Quân đội Nhật đổ bộ tại Chemulpo (ngày này là Inchon, Hàn Quốc) ngày 12 tháng 6 1894 mà không gặp sự kháng cự. Sau cuộc phá vây nhanh chóng ở phía Nam trong trận Sŏnghwan ngày 29 tháng 7 1894, Tập đoàn quân số 1 hành quân lên phía Bắc đến Bình Nhưỡng, hợp cùng quân tiếp viện đã độ quân qua cảng Busan và Wonsan.
Tập đoàn quân số 1 hội quân tại Bình Nhưỡng từ vài hướng ngày 15 tháng 9 năm 1894, và vào buổi sáng, tấn công trực diện vào góc phía Bắc và Đông Nam tòa thành mà có ít chỗ ẩn nấp. Quân phòng ngự Trung Quốc mạnh, nhưng do thiếu chuẩn bị và huấn luyện sơ sài, cuối cùng gặp rối loạn bởi một đợt tấn công bất ngờ vào cánh, quân Trung Quốc chịu thiệt hại nặng so với quân Nhật. Vào lúc 16:30 chiều, lính thủ thành giương cờ trắng đầu háng. Tuy vậy, việc thành phố thất thủ bị trì hoãn do một cơn mưa lớn. Lợi dụng lúc hưu chiến và màn đêm, những lính Trung Quốc còn sống sót chạy khỏi thành phố, cho đến 2 giờ sáng hôm sau đã đến được bờ biển và thị trấn biên thùy Wiju (ngày nay là làng Uiju, CHDCND Triều Tiên) ở hạ lưu sông Áp Lục.
Thương vong của quân Trung Quốc ước tính là 2.000 chết và khoảng 4.000 bị thương. Quân Nhật mất 102 lính, bị thương 433 lính và mất tích 33 lính.
Tướng Hồi giáo nhà Thanh Tả Bảo Quý (左寶貴) (1837–1894) đến từ tỉnh Sơn Đông đã hi sinh tại Bình Nhưỡng do trúng pháo Nhật. Một đài tưởng niệm ông đã được xây dựng.
Bình Nhưỡng rơi vào tay quân Nhật vào sáng sớm ngày 16 tháng 9 1894.

## Sau trận đánh
Sau trận Bình Nhưỡng, quyền chỉ huy Tập đoàn quân số 1 Nhật Bản được chuyển từ Nguyên soái Yamagata cho Tướng quân Nozu vì lý do sức khỏe. Sư đoàn 5 của Nozu trước kia được chuyển giao cho Trung tướng Yasukata Oku.
Sau trận chiến Bình Nhưỡng, quân Nhật tiến lên phía Bắc đến sông Áp Lục mà không gặp mấy sự kháng cự. Quân Trung Quốc đã quyết định (như người Nga cũng làm như vậy 10 năm sau trong Chiến tranh Nga-Nhật) là từ bỏ Bắc Triều tiên và rút về phòng thủ trên bờ Bắc sông Áp Lục.